# Progres
Progres (Bulgaars: Прогрес, Turks: Ellezoğulları) is een dorp in het zuiden van Bulgarije. Het dorp is gelegen in de gemeente Momtsjilgrad in de oblast  Kardzjali. Het dorp ligt hemelsbreed ongeveer 16 km ten zuidoosten van Kardzjali en 217 km ten zuidoosten van Sofia. 

## Bevolking
Op 31 december 2020 telde het dorp volgens de officiële cijfers van het Nationaal Statistisch Instituut van Bulgarije 320 inwoners. Dit waren 8 personen (+2,56%) ten opzichte van 312 inwoners in februari 2011. De bevolking bereikte een maximum in 2000, toen er 448 inwoners werden geteld, en is tussen 2000-2020 relatief stabiel gebleven.
|  |

In de optionele volkstelling van 2011 identificeerden 166 van de 311 ondervraagden zichzelf als etnische Turken; 14 personen noemden zichzelf etnische Bulgaren. Aangezien 131 ondervraagden de keuze "geen etniciteit/anders/weet niet" kozen, is het moeilijk om harde conclusies aan deze uitkomst te verbinden.
| Etnische samenstelling van de respondenten (2011) | Etnische samenstelling van de respondenten (2011) | Etnische samenstelling van de respondenten (2011) | Etnische samenstelling van de respondenten (2011) | Etnische samenstelling van de respondenten (2011) |
| ------------------------------------------------- | ------------------------------------------------- | ------------------------------------------------- | ------------------------------------------------- | ------------------------------------------------- |
|                                                   |                                                   |                                                   |                                                   |                                                   |
| Bulgaren                                          | Bulgaren                                          |                                                   | 4,5%                                              | 4,5%                                              |
| Turken                                            | Turken                                            |                                                   | 53,4%                                             | 53,4%                                             |
| Roma                                              | Roma                                              |                                                   | 0,0%                                              | 0,0%                                              |
| Anders/Onbekend                                   | Anders/Onbekend                                   |                                                   | 42,1%                                             | 42,1%                                             |